# Myriam Bregman
Myriam Teresa Bregman (Timote, 25 de febrero de 1972) es una abogada, activista y política argentina. Es dirigente nacional del Partido de los Trabajadores Socialistas (PTS). Fue diputada nacional por la provincia de Buenos Aires desde 2015 hasta 2016. Candidata a vicepresidenta de la Nación Argentina por el Frente de Izquierda y de Trabajadores - Unidad, secundando en la fórmula a Nicolás del Caño en las elecciones de 2015, legisladora de la Ciudad Autónoma de Buenos Aires desde 2017 hasta 2021 y nuevamente diputada nacional desde diciembre de 2021 hasta junio de 2024. En las elecciones presidenciales 2023, se presentó como candidata a Presidenta de la Nación por el FIT-U y su candidato a la vicepresidencia fue el diputado nacional Nicolás del Caño.
Fue una de las abogadas de Jorge Julio López, testigo desaparecido en 2006 luego de prestar testimonio contra Miguel Osvaldo Etchecolatz, quien finalmente fue condenado por genocidio por los delitos cometidos durante la última dictadura.
Fue una de las fundadoras en 1997 y es actual integrante del Centro de Profesionales por los Derechos Humanos (defensa y asesoramiento de trabajadores ocupados y desocupados, intervención contra la represión y la impunidad) y del Colectivo Justicia Ya! (querellantes en causas por crímenes de lesa humanidad durante el terrorismo de Estado).

## Biografía

### Comienzos
Nació en Timote, un pequeño pueblo de la provincia de Buenos Aires, donde vivió hasta los 15 años. A esa edad se mudó a Carlos Tejedor, a causa de una inundación. Allí terminó el colegio secundario dos años después y finalmente se trasladó a la ciudad de Buenos Aires con su familia. Es descendiente de judíos alemanes, que se radicaron en Entre Ríos al llegar a la Argentina. Es hincha del Club Estudiantes de La Plata.
Se graduó como abogada en la Universidad de Buenos Aires en los años 1990. Entonces comenzó a militar en el trotskista Partido de los Trabajadores Socialistas (PTS).

### Trayectoria profesional

#### Defensa de los trabajadores
Ha participado en la defensa y asesoramiento de trabajadores ocupados y desocupados en la ciudad de Buenos Aires y en las provincias de Buenos Aires y Neuquén.
Desde 1998, es abogada de los trabajadores de la empresa recuperada Cerámica Zanon de Neuquén, siendo una de las letradas que actuó en el histórico caso donde se condenó a la empresa Zanon por “lock out paro patronal ofensivo”.
Se destaca su patrocinio en el caso de Catalina Balaguer, obrera de PepsiCo, convertido en un caso testigo en cuanto al despido discriminatorio y el derecho a reincorporación en su puesto de trabajo de los activistas sin tener fueros sindicales (“delegados de hecho”). También representó a los trabajadores de esa misma multinacional frente al cierre ilegal de su planta en Vicente López el 20 de junio de 2017, y denunció al fiscal Gastón Larramendi que ordenó el desalojo policial de la fábrica el 13 de julio de ese año.

#### Casos de represión y persecución estatal
Bregman participó en numerosas defensas penales en causas de represión policial y persecución gremial y política.
Forma parte del equipo de abogados de Carla Lacorte, víctima del “gatillo fácil” de la Policía bonaerense y es también integrante del Centro de Profesionales por los Derechos Humanos.
Intervino en la causa relacionada con la investigación del agente de inteligencia Américo Balbuena de la Policía Federal Argentina, por infiltrarse en organizaciones populares.

#### Participación en juicios de lesa humanidad
Participó de la querella en el primer juicio realizado desde la reapertura de las causas de lesa humanidad, el proceso oral contra el exjefe de la policía bonaerense, Miguel Osvaldo Etchecolatz, y donde Justicia Ya! La Plata realizó la acusación por genocidio (2006). Sobre el final de ese juicio desapareció uno de los participantes de la querella, Jorge Julio López, y se inició una causa por su desaparición que continúa hasta la actualidad. Durante el juicio a Jorge “Tigre” Acosta, por la causa ESMA, Bregman fue abogada querellante.
Intervino en los juicios orales que se realizaron por los crímenes cometidos en la Escuela de Mecánica de la Armada (megacausa ESMA) contra el prefecto Héctor Febrés (2007), y en el segundo juicio oral contra dieciocho genocidas, representando, entre otros, el caso de Rodolfo Walsh, Raimundo Villaflor y a organismos como la Asociación de Ex Detenidos Desaparecidos (2009 a 2011). Bregman también fue abogada querellante en el juicio oral contra Cristian Federico Von Wernich, en la ciudad de La Plata (2007), en el juicio oral por los delitos de lesa humanidad cometidos en Campo de Mayo, caso “Floreal Avellaneda” en San Martín, provincia de Buenos Aires (2009), “Mansión Seré” (contra represores de Buenos Aires y Mar del Plata, 2008), entre otros.
En 2008 fue distinguida por la Comisión de Derechos Humanos del Colegio de Abogados de Capital Federal. En 2016 recibió una carta intimidante de Carlos Blaquier y de los directivos del ingenio Ledesma, en el marco de los preparativos de un viaje a Jujuy para recibir denuncias sobre las graves violaciones a los derechos humanos que hay en esa provincia. Bregman denunció haber recibido amenazas telefónicas en su despacho, después de su intervención en la Comisión de Trabajo y Presupuesto en la que cuestionó el proyecto de ley de primer empleo, porque lo consideró flexibilización laboral.
Dirige el Centro de Profesionales por los Derechos Humanos (CEPRODH), organismo del que es abogada y fundadora.

### Activista por los derechos de la mujer
Bregman es una de las principales dirigentes de la agrupación de mujeres feministas socialistas Pan y Rosas. El 31 de mayo de 2018 asistió a la decimoquinta jornada de debate por la legalización de la interrupción voluntaria del embarazo en Argentina en el 15.º plenario de comisiones del Congreso de la Nación. En dicha oportunidad, manifestó su posición a favor del proyecto declarando lo siguiente: «Estamos orgullosos de ver a jóvenes con el pañuelo verde como bandera». Criticó a la Iglesia Católica, «que tiene su correa de transmisión en los gobernadores, que usan como prenda de negociación el derecho de las mujeres».

### Trayectoria política
Ha sido candidata a jefa de gobierno de la Ciudad de Buenos Aires en 2011 y 2015 por el Frente de Izquierda y de los Trabajadores. Se desempeñó como diputada nacional entre junio de 2015 y diciembre de 2016, siguiendo el acuerdo a la rotación de bancas del FIT y obteniendo un gran reconocimiento por su labor parlamentaria desde amplios sectores. Desde diciembre de 2017 hasta junio de 2021, fue legisladora de la Ciudad de Buenos Aires, presidiendo la Comisión de Derechos Humanos, Garantías y Antidiscriminación.
Fue electa como diputada nacional por la Ciudad de Buenos Aires en las elecciones legislativas del 2021 con la Coalición Frente de Izquierda y de los Trabajadores- Unidad, en las que obtuvo 141.000 votos, correspondientes al 7,7% del total. En junio de 2024 renunció para que la reemplace Vanina Biasi, siguiendo con el acuerdo de rotación de bancas del Frente de Izquierda.
En las elecciones legislativas de 2025 encabezará las listas del Frente de Izquierda - Unidad para el cargo de diputada nacional por la Ciudad de Buenos Aires.

## Historial Electoral
|  | 1,43 % |

|  | 4,24 % |

|  | 5,59 % |

|  | 0,78 % |

|  | 3,92 % |

|  | 5,01 % |

|  | 2,24 % |

|  | 3,10 % |

|  | 1,67 % |

|  | 3,23 % |

|  | 4,75 % |

|  | 6,20 % |

|  | 7,74 % |

|  | 1,83 % |

|  | 2,70 % |